# Burak Aydos
Burak Aydos (ur. 8 stycznia 1972 roku w Ankarze) – turecki piosenkarz, reprezentant Turcji w 38. Konkursie Piosenki Eurowizji w 1993 roku.

## Kariera muzyczna
W 1993 Burak Aydos wziął udział w krajowych eliminacjach eurowizyjnych, do których zgłosił się z utworem „Esmer yarim”. 13 marca zaśpiewał go w finale selekcji w towarzystwie Sertera i Baybory Öztürków – zajął ostatecznie pierwsze miejsce po zdobyciu największego poparcia publiczności zgromadzonej w hali Andromeda w Stambule, gdzie odbywał się koncert, dzięki czemu został wybrany na reprezentanta Turcji w 38. Konkursie Piosenki Eurowizji organizowanym w Millstreet. 15 maja wystąpił z chórzystami w finale imprezy z drugim numerem startowym i zajął ostatecznie dwudzieste pierwsze miejsce z 10 punktami na koncie.
Pod koniec listopada 1995 roku ukazała się jego debiutancka płyta studyjna zatytułowana Şartsız... kuralsız... hesapsız!, na której znalazł się m.in. jego eurowizyjny utwór „Esmer yarim”. W 1997 roku przerwał karierę i powrócił do działalności muzycznej dopiero w 2007 roku, kiedy to nagrał utwór „Bize Erkek Adam Derlerin” wykorzystany jako motyw przewodni serialu telewizyjnego Eşref saati. W tym samym roku wydał swój drugi album studyjny zatytułowany 30+.

## Dyskografia

### Albumy studyjne
- Şartsız... kuralsız... hesapsız! (1995)
- 30+ (2007)